# Domba
Domba is een gemeente (commune) in de regio Sikasso in Mali. De gemeente telt 13.800 inwoners (2009).